# Diocesi di Palmira (Fenicia)
La diocesi di Palmira (in latino Dioecesis Palmyrena) è una sede soppressa del patriarcato di Antiochia e una sede titolare della Chiesa cattolica.

## Storia
Palmira, le cui rovine si trovano nei pressi della città siriana di Tadmor, è un'antica sede vescovile della provincia romana di Fenicia Seconda nella diocesi civile d'Oriente. Faceva parte del patriarcato di Antiochia ed era suffraganea dell'arcidiocesi di Damasco, come attestato da una Notitia episcopatuum del VI secolo.
Sono tre i vescovi che Le Quien attribuisce a questa diocesi: Marino, che prese parte al primo concilio di Nicea nel 325; Giovanni I, che intervenne al concilio di Calcedonia nel 451 e che nel 458 sottoscrisse la lettera dei vescovi della Fenicia Seconda all'imperatore Leone in seguito all'uccisione del patriarca alessandrino Proterio; e Giovanni II, che venne deposto nel 518 perché sostenitore del partito monofisita appoggiato dal patriarca Severo di Antiochia.
Dopo che la regione di Palmira fu occupata dai Persiani, la città divenne sede stabile di una comunità della Chiesa ortodossa siriaca. Sono noti tre vescovi di questa sede: Tommaso, che nel 629 prese parte a una riunione a Gerapoli di Siria in cui l'imperatore Eraclio I cercò di convincere un gruppo di vescovi monofisiti a ritornare all'ortodossia; gli altri due vescovi sono menzionati nella Cronaca di Michele il Siro, il primo, Simeone, ordinato dal patriarca Ciriaco di Tagrit (793-817), e il secondo, Giovanni, ordinato dal patriarca Dionisio I di Tel Mahre (817-845).
Dal XVIII secolo Palmira è annoverata tra le sedi vescovili titolari della Chiesa cattolica; la sede è vacante dal 2 marzo 1983.

## Cronotassi

### Vescovi greci
- Marino † (menzionato nel 325)
- Giovanni I † (prima del 451 - dopo il 458)
  - Giovanni II † (? - 518 deposto) (vescovo monofisita)

### Vescovi giacobiti
- Tommaso † (menzionato nel 629)
- Simeone † (all'epoca del patriarca Ciriaco di Tagrit, 793-817)
- Giovanni † (all'epoca del patriarca Dionigi di Tell Mahre, 817-845)

### Vescovi titolari
- Giovanni Battista Ariberti, C.O. † (19 febbraio 1728 - 1746 deceduto)
- Félix Amat Palau y Pont † (26 settembre 1803 - 11 novembre 1834 deceduto)
- João José da Silva Torres, O.S.B. † (22 dicembre 1848 - 7 novembre 1854 deceduto)
- Marino Marini † (19 giugno 1857 - 27 marzo 1865 nominato arcivescovo, titolo personale, di Orvieto)
- Marino Marini † (17 ottobre 1871 - 15 aprile 1885 deceduto) (per la seconda volta)
- Antonio Maria Pettinari, O.F.M. † (27 luglio 1885 - 24 maggio 1886 deceduto)
- Augusto Bonetti, C.M. † (6 maggio 1887 - 19 agosto 1904 deceduto)[4]
  - Jules-Basile Kandelaft † (24 ottobre 1902 - 1º gennaio 1914 deceduto)[5]
- Ambrogio Agius, O.S.B. † (28 agosto 1904[6] - 12 dicembre 1911 deceduto)[7]
- Antonino Sardi † (8 luglio 1912 - 2 febbraio 1917 deceduto)
- Bartolomeo Cattaneo † (21 maggio 1917 - 14 maggio 1943 deceduto)
- Domenico Fiori † (19 giugno 1943 - 4 marzo 1962 deceduto)
- Alfredo Bontempi † (19 marzo 1962 - 20 febbraio 1963 deceduto)
- Giuseppe Rossi † (9 marzo 1963 - 2 marzo 1983 deceduto)